# Llista de municipis de Zamora
Llista dels municipis de la província de Zamora:

Mapa municipal de Zamora

| Nombre en Español              | Población (2012) |
| ------------------------------ | ---------------- |
| Abezames                       | 78               |
| Alcañices                      | 1.207            |
| Alcubilla de Nogales           | 145              |
| Alfaraz de Sayago              | 168              |
| Algodre                        | 172              |
| Almaraz de Duero               | 405              |
| Almeida de Sayago              | 561              |
| Andavías                       | 478              |
| Arcenillas                     | 406              |
| Arcos de la Polvorosa          | 259              |
| Argañín                        | 80               |
| Argujillo                      | 324              |
| Arquillinos                    | 135              |
| Arrabalde                      | 278              |
| Aspariegos                     | 194              |
| Asturianos                     | 275              |
| Ayoó de Vidriales              | 372              |
| Barcial del Barco              | 279              |
| Belver de los Montes           | 339              |
| Benavente                      | 19.259           |
| Benegiles                      | 368              |
| Bermillo de Sayago             | 1.181            |
| Bóveda de Toro (La)            | 863              |
| Bretó                          | 198              |
| Bretocino                      | 253              |
| Brime de Sog                   | 178              |
| Brime de Urz                   | 127              |
| Burganes de Valverde           | 754              |
| Bustillo del Oro               | 97               |
| Cabañas de Sayago              | 163              |
| Calzadilla de Tera             | 386              |
| Camarzana de Tera              | 929              |
| Cañizal                        | 501              |
| Cañizo                         | 274              |
| Carbajales de Alba             | 634              |
| Carbellino                     | 226              |
| Casaseca de Campeán            | 125              |
| Casaseca de las Chanas         | 419              |
| Castrillo de la Guareña        | 132              |
| Castrogonzalo                  | 495              |
| Castronuevo                    | 274              |
| Castroverde de Campos          | 376              |
| Cazurra                        | 82               |
| Cerecinos de Campos            | 336              |
| Cerecinos del Carrizal         | 135              |
| Cernadilla                     | 163              |
| Cobreros                       | 620              |
| Coomonte                       | 220              |
| Coreses                        | 1.142            |
| Corrales del Vino              | 1.088            |
| Cotanes del Monte              | 124              |
| Cubillos                       | 351              |
| Cubo de Benavente              | 131              |
| El Cubo de Tierra del Vino     | 389              |
| Cuelgamures                    | 110              |
| Entrala                        | 169              |
| Espadañedo                     | 150              |
| Faramontanos de Tábara         | 400              |
| Fariza                         | 601              |
| Fermoselle                     | 1.450            |
| Ferreras de Abajo              | 599              |
| Ferreras de Arriba             | 447              |
| Ferreruela                     | 543              |
| Figueruela de Arriba           | 419              |
| Fonfría                        | 921              |
| Fresno de la Polvorosa         | 163              |
| Fresno de la Ribera            | 395              |
| Fresno de Sayago               | 228              |
| Friera de Valverde             | 215              |
| Fuente Encalada                | 115              |
| Fuentelapeña                   | 814              |
| Fuentes de Ropel               | 478              |
| Fuentesaúco                    | 1.918            |
| Fuentesecas                    | 72               |
| Fuentespreadas                 | 336              |
| Galende                        | 1.361            |
| Gallegos del Pan               | 136              |
| Gallegos del Río               | 601              |
| Gamones                        | 96               |
| Gema                           | 238              |
| Granja de Moreruela            | 302              |
| Granucillo                     | 169              |
| Guarrate                       | 369              |
| Hermisende                     | 296              |
| La Hiniesta                    | 339              |
| Jambrina                       | 197              |
| Justel                         | 100              |
| Losacino                       | 249              |
| Losacio                        | 125              |
| Lubián                         | 358              |
| Luelmo                         | 206              |
| El Maderal                     | 233              |
| Madridanos                     | 508              |
| Mahide                         | 384              |
| Maire de Castroponce           | 163              |
| Malva                          | 167              |
| Manganeses de la Lampreana     | 552              |
| Manganeses de la Polvorosa     | 756              |
| Manzanal de Arriba             | 393              |
| Manzanal de los Infantes       | 142              |
| Manzanal del Barco             | 155              |
| Matilla de Arzón               | 193              |
| Matilla la Seca                | 56               |
| Mayalde                        | 209              |
| Melgar de Tera                 | 423              |
| Micereces de Tera              | 530              |
| Milles de la Polvorosa         | 239              |
| Molacillos                     | 278              |
| Molezuelas de la Carballeda    | 90               |
| Mombuey                        | 433              |
| Monfarracinos                  | 924              |
| Montamarta                     | 618              |
| Moral de Sayago                | 304              |
| Moraleja de Sayago             | 260              |
| Moraleja del Vino              | 1.654            |
| Morales de Rey                 | 669              |
| Morales de Toro                | 1.063            |
| Morales de Valverde            | 218              |
| Morales del Vino               | 2.858            |
| Moralina                       | 342              |
| Moreruela de los Infanzones    | 379              |
| Moreruela de Tábara            | 360              |
| Muelas de los Caballeros       | 209              |
| Muelas del Pan                 | 747              |
| Muga de Sayago                 | 397              |
| Navianos de Valverde           | 205              |
| Olmillos de Castro             | 281              |
| Otero de Bodas                 | 204              |
| Pajares de la Lampreana        | 419              |
| Palacios de Sanabria           | 272              |
| Palacios del Pan               | 274              |
| Pedralba de la Pradería        | 300              |
| El Pego                        | 348              |
| Peleagonzalo                   | 313              |
| Peleas de Abajo                | 236              |
| Peñausende                     | 467              |
| Peque                          | 176              |
| El Perdigón                    | 792              |
| Pereruela                      | 658              |
| Perilla de Castro              | 189              |
| Pías                           | 149              |
| Piedrahita de Castro           | 118              |
| Pinilla de Toro                | 272              |
| Pino del Oro                   | 189              |
| El Piñero                      | 254              |
| Pobladura de Valderaduey       | 50               |
| Pobladura del Valle            | 331              |
| Porto                          | 216              |
| Pozoantiguo                    | 274              |
| Pozuelo de Tábara              | 164              |
| Prado                          | 74               |
| Puebla de Sanabria             | 1.540            |
| Pueblica de Valverde           | 241              |
| Quintanilla de Urz             | 123              |
| Quintanilla del Monte          | 103              |
| Quintanilla del Olmo           | 38               |
| Quiruelas de Vidriales         | 762              |
| Rabanales                      | 654              |
| Rábano de Aliste               | 445              |
| Requejo                        | 181              |
| Revellinos                     | 285              |
| Riofrío de Aliste              | 819              |
| Rionegro del Puente            | 319              |
| Roales                         | 832              |
| Robleda-Cervantes              | 482              |
| Roelos de Sayago               | 184              |
| Rosinos de la Requejada        | 424              |
| Salce                          | 110              |
| Samir de los Caños             | 205              |
| San Agustín del Pozo           | 206              |
| San Cebrián de Castro          | 284              |
| San Cristóbal de Entreviñas    | 1.545            |
| San Esteban del Molar          | 155              |
| San Justo                      | 272              |
| San Martín de Valderaduey      | 79               |
| San Miguel de la Ribera        | 338              |
| San Miguel del Valle           | 174              |
| San Pedro de Ceque             | 561              |
| San Pedro de la Nave-Almendra  | 383              |
| San Vicente de la Cabeza       | 466              |
| San Vitero                     | 618              |
| Santa Clara de Avedillo        | 192              |
| Santa Colomba de las Monjas    | 292              |
| Santa Cristina de la Polvorosa | 1.161            |
| Santa Croya de Tera            | 348              |
| Santa Eufemia del Barco        | 218              |
| Santa María de la Vega         | 370              |
| Santa María de Valverde        | 83               |
| Santibáñez de Tera             | 450              |
| Santibáñez de Vidriales        | 1.140            |
| Santovenia                     | 304              |
| Sanzoles                       | 571              |
| Tábara                         | 838              |
| Tapioles                       | 180              |
| Toro                           | 9.627            |
| La Torre del Valle             | 170              |
| Torregamones                   | 308              |
| Torres del Carrizal            | 459              |
| Trabazos                       | 1.012            |
| Trefacio                       | 194              |
| Uña de Quintana                | 175              |
| Vadillo de la Guareña          | 311              |
| Valcabado                      | 342              |
| Valdefinjas                    | 61               |
| Valdescorriel                  | 158              |
| Vallesa de la Guareña          | 115              |
| Vega de Tera                   | 394              |
| Vega de Villalobos             | 122              |
| Vegalatrave                    | 114              |
| Venialbo                       | 464              |
| Vezdemarbán                    | 532              |
| Vidayanes                      | 97               |
| Videmala                       | 158              |
| Villabrázaro                   | 284              |
| Villabuena del Puente          | 813              |
| Villadepera                    | 253              |
| Villaescusa                    | 293              |
| Villafáfila                    | 567              |
| Villaferrueña                  | 118              |
| Villageriz                     | 47               |
| Villalazán                     | 317              |
| Villalba de la Lampreana       | 267              |
| Villalcampo                    | 537              |
| Villalobos                     | 303              |
| Villalonso                     | 91               |
| Villalpando                    | 1.610            |
| Villalube                      | 199              |
| Villamayor de Campos           | 422              |
| Villamor de los Escuderos      | 450              |
| Villanázar                     | 327              |
| Villanueva de Azoague          | 327              |
| Villanueva de Campeán          | 143              |
| Villanueva de las Peras        | 116              |
| Villanueva del Campo           | 954              |
| Villar de Fallaves             | 62               |
| Villar del Buey                | 700              |
| Villaralbo                     | 1.904            |
| Villardeciervos                | 456              |
| Villardiegua de la Ribera      | 147              |
| Villárdiga                     | 96               |
| Villardondiego                 | 108              |
| Villarrín de Campos            | 510              |
| Villaseco del Pan              | 249              |
| Villavendimio                  | 177              |
| Villaveza de Valverde          | 101              |
| Villaveza del Agua             | 225              |
| Viñas                          | 225              |
| Zamora                         | 66.362           |